# MLBスタジアム
MLBスタジアムは、TBS系のメジャーリーグ中継タイトルである。正確には「MLBスタジアム2012」のように後ろに西暦が入る。
1999年にNHK・フジテレビと共同で電通より放映権を獲得し、MLB中継を開始。
主に日本人選手出場予定の試合をBS-TBSで中継。特に注目度の高いカードは地上波にて中継される。年度によってはオールスターゲームの中継も行う。

## 解説
TBSテレビ及びJNN系列局のプロ野球解説者の他、本数契約の解説者を起用している。
TBS及びJNN系列局のプロ野球解説者
- 衣笠祥雄（TBSテレビ）
- 槙原寛己（TBSテレビ）
- 佐々木主浩（TBSテレビ）
- 高橋建（中国放送。2011年）

本数契約の解説者
- 牛込惟浩
- 福島良一
- 鹿取義隆（2008年からRFラジオ日本解説者兼。2015年はBS-TBS・TBSチャンネルのNPB中継も担当）
- 黒木知宏（2008年オープン戦 - 2012年。当時はニッポン放送解説者兼）
- 友利結（デニー友利）（2008年 - 2012年。当時はニッポン放送解説者兼。TBSニュースバード→TBSチャンネルのNPB中継も担当）

## 実況
- 戸崎貴広
- 初田啓介
- 林正浩